# Parsons-Code
Der Parsons-Code kodiert die relativen Höhenänderungen einer Melodie durch eine einfache Buchstabenfolge.
Es werden folgende Zeichen eingesetzt:
- * – erster Ton zur Referenz
- d („down“) – Tonhöhe sinkt
- u („up“) – Tonhöhe steigt
- r („repeat“) – Tonhöhe bleibt gleich

Beispiel:
Die Melodie von Alle meine Entchen schreibt sich in diesem Code zum Beispiel so: *uuuururrrdurrrddrrrdrdrrrd.
Das Sternchen am Anfang ist als Bezugston sehr wichtig. Der Code eignet sich gut, um Werke durch Melodieausschnitte zu identifizieren. Zu diesem Zweck findet er u. a. in der Datenbank Musipedia Verwendung.
Der Parsons-Code ignoriert Charakteristika wie Rhythmus oder genaue Notenintervalle. Der Parsons-Code der Anfragemelodie muss mit allen Codes der Datenbank verglichen werden. Zum Matching wird die Editierdistanz benutzt. Da man nicht weiß, an welcher Stelle das Melodiefragment auftritt, muss Substring-Matching durchgeführt werden.
Erfinder des Codes ist Denys Parsons, der ihn in seinem Buch
Directory of Tunes and Musical Themes, Verleger: George Spencer-Brown, 1975, ISBN 3-890-94370-5 erstmals vorstellte.